# Glyptotendipes melanosema
Glyptotendipes melanosema är en tvåvingeart som först beskrevs av Jean-Jacques Kieffer 1911.  Glyptotendipes melanosema ingår i släktet Glyptotendipes och familjen fjädermyggor.
Artens utbredningsområde är Tyskland. Inga underarter finns listade i Catalogue of Life.